# Kościół Wniebowzięcia Najświętszej Maryi Panny w Suserzu
Kościół Wniebowzięcia Najświętszej Maryi Panny w Suserzu – rzymskokatolicki kościół parafialny zlokalizowany w Suserzu w województwie mazowieckim, w powiecie gostynińskim. Funkcjonuje przy nim parafia Wniebowzięcia Najświętszej Maryi Panny.

## Historia
Historia parafii sięga XIII wieku (należała do diecezji poznańskiej). Właściciel lokalnych dóbr, Krzysztof Lasocki, zmienił wyznanie i w 1543 przekazał drewniany wówczas kościół w ręce protestantów, którzy spalili szaty liturgiczne, paramenty, obrazy, jak również księgi parafialne i dokumenty (ocalał jedynie cudowny wizerunek maryjny). Katolicy odzyskali świątynię i dokonali jej rekoncyliacji w latach 90. XVI wieku. W 1603 obiekt wizytował biskup poznański, Wawrzyniec Goślicki.
Kościół został strawiony przez pożar w 1660 (prawdopodobnie od uderzenia pioruna). I tym razem obraz Matki Bożej ocalał. W 1810 posiadacz Suserza, Jerzy Bończa Skarżyński, za wolą zmarłego stryja, Józefa Skarżyńskiego, ufundował dla wsi murowany kościół wraz z obrazem Matki Boskiej z Dzieciątkiem. Jego projektantem był Hilary Szpilowski. W 1852, podczas epidemii cholery, do Suserza pielgrzymowali mieszkańcy Żychlina. Rychłe ustanie zarazy przyczyniło się do spopularyzowania tych peregrynacji, które nie ustały nawet w trakcie okupacji niemieckiej (Niemcy zamienili świątynię w magazyn zbożowy, osadzili swoich ludzi na plebanii, a proboszcza Józefa Chyczewskiego zamordowali w obozie koncentracyjnym Dachau). W 1952 ponowiono śluby Matce Bożej z 1852.

## Architektura
Stojący na wzniesieniu kościół jest jednonawowy orientowany, wzniesiony na planie prostokąta w stylu klasycystycznym. Zamknięty jest trójbocznie od wschodu. Od zachodu ma dwie wieże. Pod prezbiterium znajduje się krypta grobowa rodziny fundatora, a nad kruchtą umieszczono balkon chóru muzycznego z dwunastogłosowymi organami. Ołtarz główny, zaprojektowany przez Hilarego Szpilowskiego w formie mensy z girlandami liści laurowych, wyposażony jest w tabernakulum w formie niewielkiej świątyni.
Kościół ma pięć ołtarzy bocznych. Cztery pochodzą z końca XIX wieku i są wkomponowane w arkady ścian nawy, przedstawiając: św. Izydora, św. Jadwigę, św. Józefa z Dzieciątkiem oraz Chrystusa Miłosiernego. Piąty jest XVIII-wieczny, mieszcząc portret św. Barbary. Dodatkowo na wyposażenie kościoła składają się: klasycystyczne ambona i chrzcielnica (1810), dwa barokowe konfesjonały (początek XIX wieku) oraz drzwi wejściowe z oryginalnymi okuciami i klamką.

## Obraz Matki Bożej
Obraz namalowany jest temperami na płótnie przyklejonym do deski. Reprezentuje typ malarstwa włoskiego. Posiada srebrną sukienkę z warsztatu Łopieńskich (XIX wiek). Wyobrażenia aniołów podtrzymują dwie korony, a mały Chrystus błogosławi jedną z rąk, w drugiej trzymając kobaltowe wyobrażenie kuli ziemskiej. Na zasuwie umieszczono malowidło św. Rocha z drugiej połowy XIX wieku. Świadectwem uzdrowień są zapisy kronikarskie oraz wota wiszące w kościele.
Dnia 15 sierpnia 2014r. obraz Matki Bożej Uzdrowienia Chorych za zgodą Stolicy Apostolskiej został ukoronowany przez Biskupa Łowickiego Andrzeja F. Dziubę. Korony poświecił papież Franciszek 8 stycznia 2014r. na Placu św. Piotra.
Dnia 15 sierpnia 2021r. Biskup Łowicki Andrzej F. Dziuba ogłosił kościół parafialny w Suserzu Sanktuarium Diecezjalnym Matki Bożej Uzdrowienia Chorych.

## Galeria

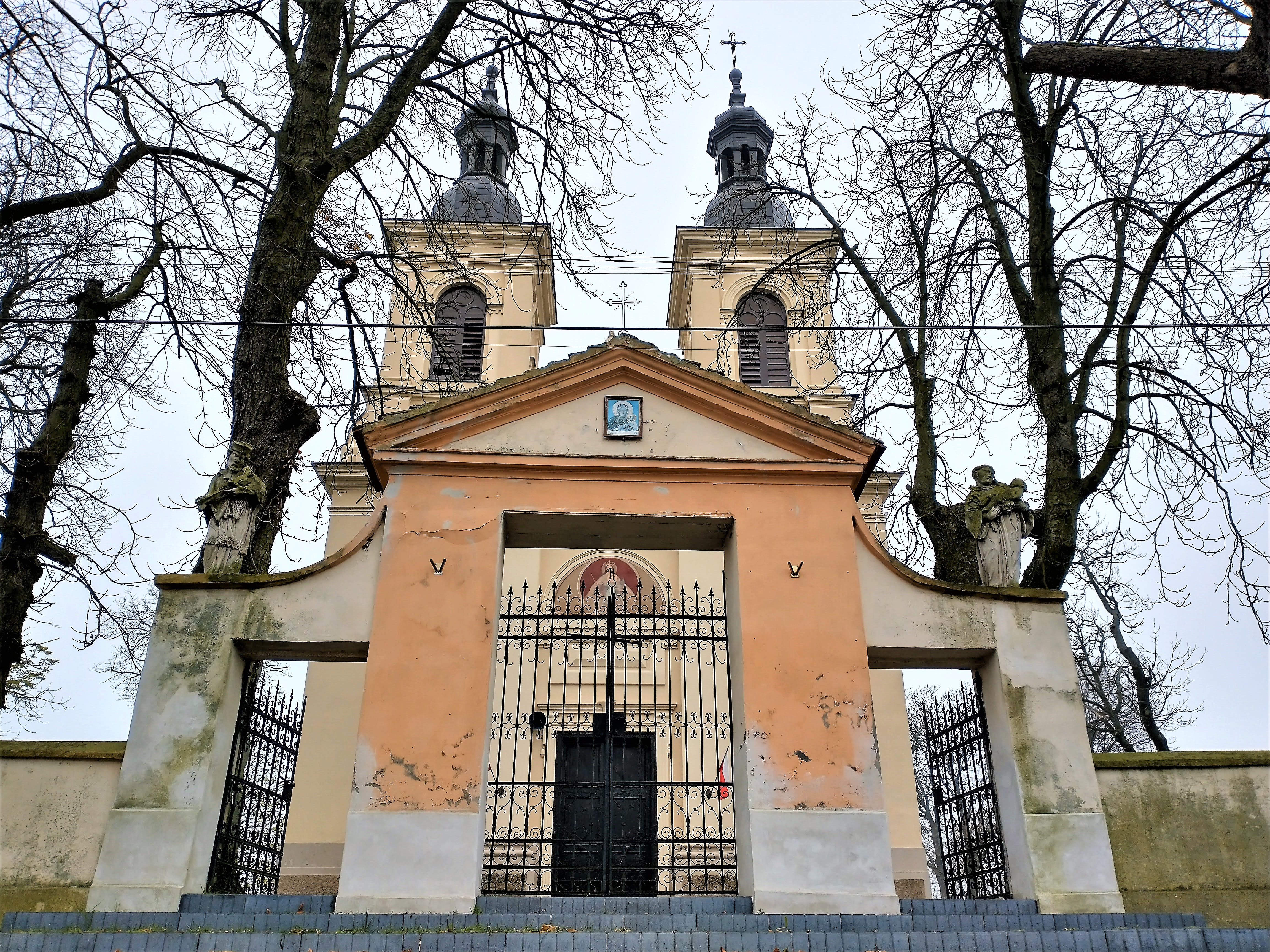
Elewacja główna z bramą
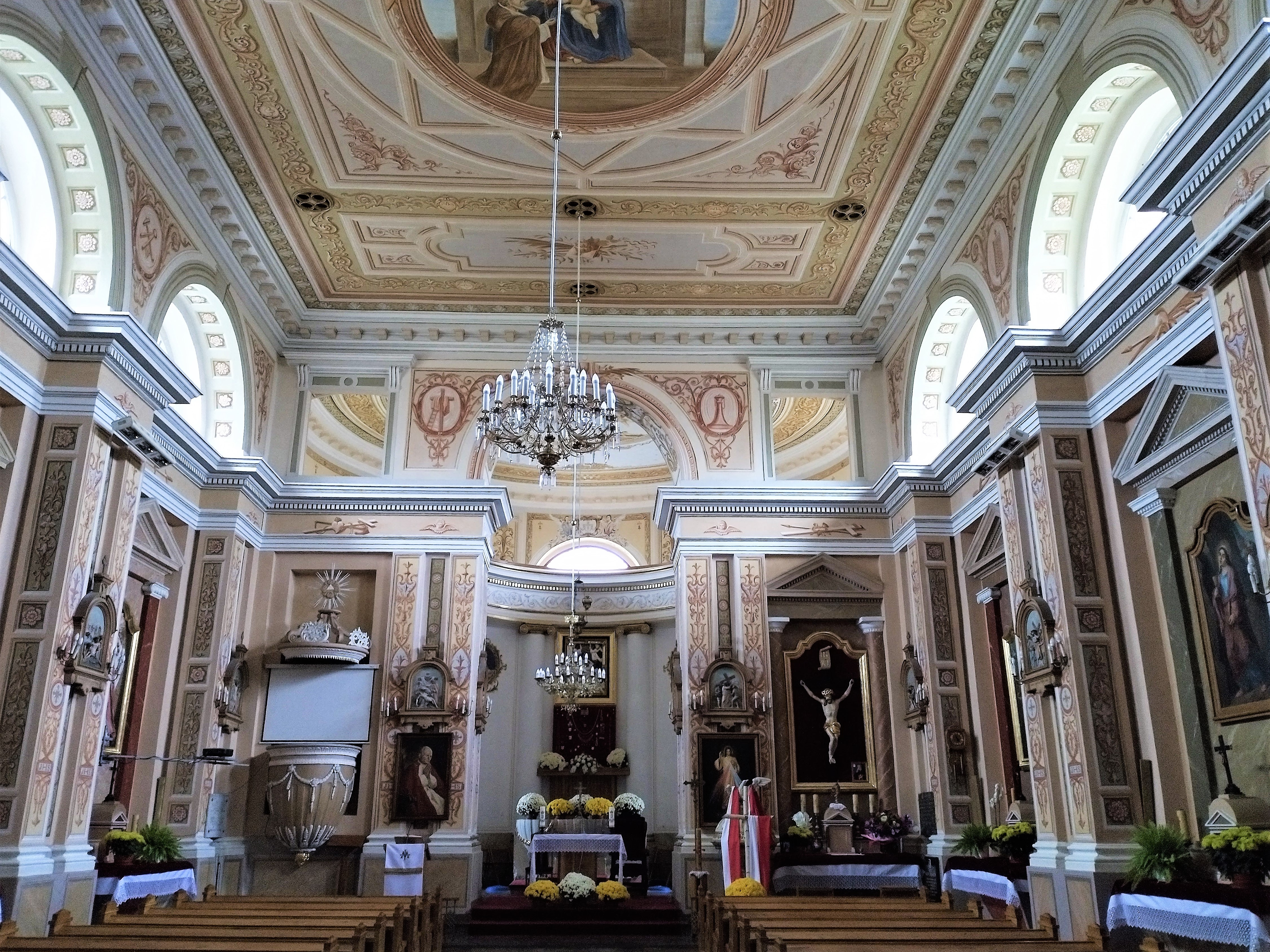
Wnętrze z ołtarzem
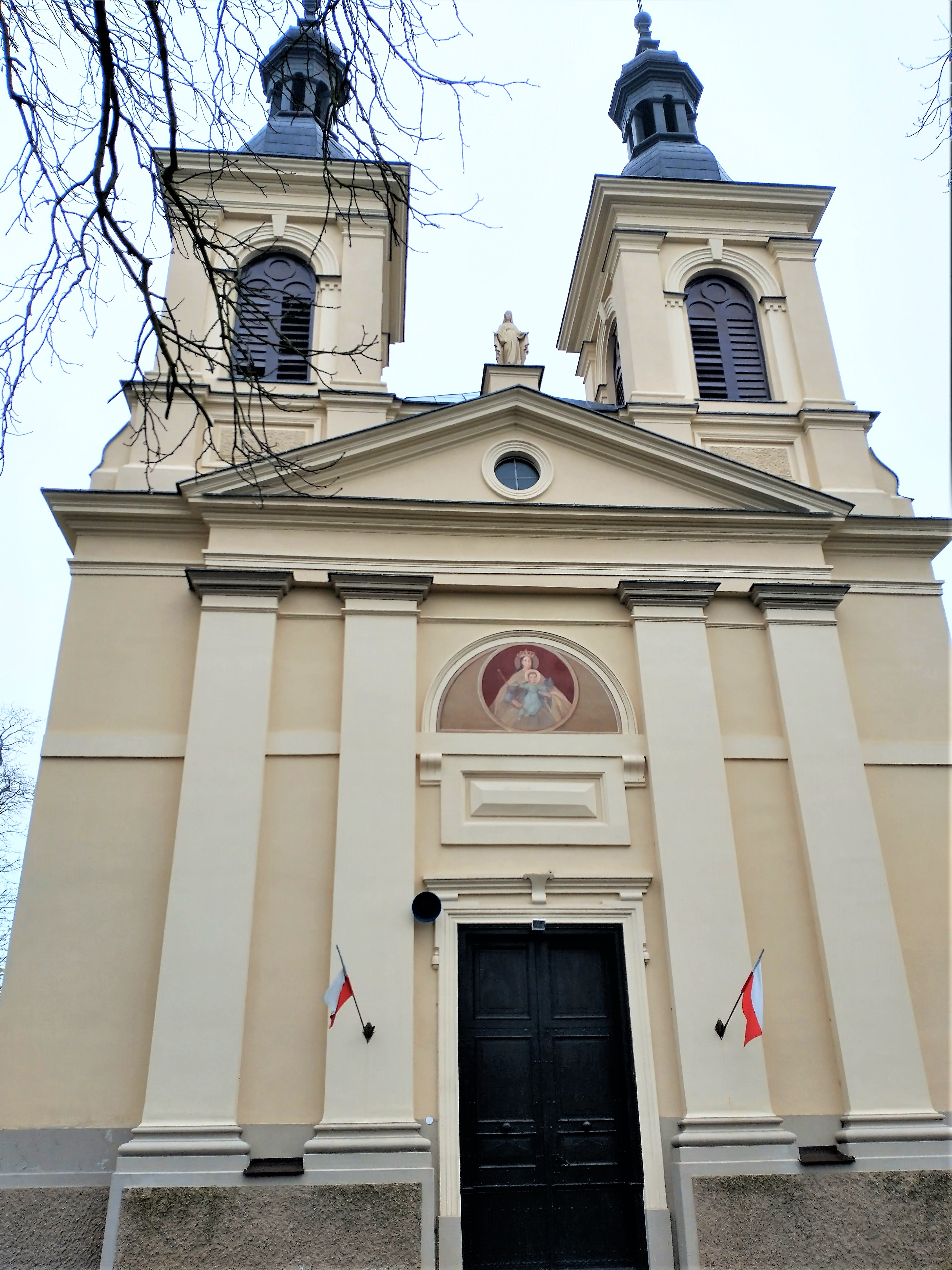
Dwie wieże